# Iconostigma
Iconostigma is een geslacht van vlinders van de familie bladrollers (Tortricidae), uit de onderfamilie Chlidanotinae.

## Soorten
- I. morosa Tuck, 1981
- I. tryphaena Tuck, 1981